# Israel Football League 2015-2016
La Israel Football League 2015-2016 è stata la 9ª edizione del campionato di football americano di primo livello, organizzato da AFI.

## Squadre partecipanti
| Club                   | Città          | Stadio | Sponsor ufficiale | Risultato nella stagione 2015 |
| ---------------------- | -------------- | ------ | ----------------- | ----------------------------- |
| Beersheva Black Swarm  | Be'er Sheva    |        |                   |                               |
| Haifa Underdogs        | Haifa          |        | Nemo’s            |                               |
| Jerusalem Lions        | Gerusalemme    |        | Big Blue          |                               |
| Judean Rebels          | Gerusalemme    |        |                   |                               |
| Petah Tikva Troopers   | Petah Tiqwa    |        | Mike’s Place      |                               |
| Ramat HaSharon Hammers | Ramat HaSharon |        |                   |                               |
| Rehovot Silverbacks    | Rehovot        |        | Pointer           |                               |
| Tel Aviv Pioneers      | Tel Aviv       |        |                   |                               |

## Stagione regolare

### Calendario

#### 1ª giornata
| 26 novembre 2015 | Judean Rebels | 28 – 38 (14-0 14-20 0-12 0-6) | Haifa Underdogs | (43 spett.) |

| 27 novembre 2015 | Tel Aviv Pioneers | 66 – 0 (8-0 30-0 14-0 14-0) | Petah Tikva Troopers | (46 spett.) |

| 28 novembre 2015 | Ramat HaSharon Hammers | 82 – 0 (18-0 22-0 12-0 30-0) | Beersheva Black Swarm | (21 spett.) |

#### 2ª giornata
| 3 dicembre 2015 | Jerusalem Lions | 46 – 10 (14-0 18-8 6-0 8-2) | Petah Tikva Troopers | (38 spett.) |

| 4 dicembre 2015 | Haifa Underdogs | 25 – 24 (d.t.s.) (6-12 0-0 0-6 12-10 7-6) | Ramat HaSharon Hammers | (32 spett.) |

| 5 dicembre 2015 | Beersheva Black Swarm | 7 – 0 (0-0 0-0 7-0 0-0) | Rehovot Silverbacks | (45 spett.) |

#### 3ª giornata
| 10 dicembre 2015 | Judean Rebels | 28 – 22 (6-0 8-8 14-6 0-8) | Jerusalem Lions | (47 spett.) |

| 11 dicembre 2015 | Tel Aviv Pioneers | 74 – 0 (22-0 36-0 8-0 8-0) | Beersheva Black Swarm | (34 spett.) |

#### 4ª giornata
| 17 dicembre 2015 | Petah Tikva Troopers | 8 – 36 (0-0 0-22 8-6 0-8) | Ramat HaSharon Hammers | (22 spett.) |

| 18 dicembre 2015 | Haifa Underdogs | 21 – 20 (d.t.s.) (0-6 7-8 7-0 0-0 7-6) | Tel Aviv Pioneers | (27 spett.) |

| 19 dicembre 2015 | Rehovot Silverbacks | 0 – 66 (0-20 0-24 0-8 0-14) | Judean Rebels | (19 spett.) |

#### 5ª giornata
| 24 dicembre 2015 | Jerusalem Lions | 42 – 6 (8-0 12-6 0-0 6-0) | Rehovot Silverbacks | (20 spett.) |

| 26 dicembre 2015 | Beersheva Black Swarm | 22 – 14 (0-6 16-8 0-0 6-0) | Petah Tikva Troopers | (48 spett.) |

#### 6ª giornata
| 1º gennaio 2016 | Petah Tikva Troopers | 0 – 54 (0-14 0-6 0-14 0-20) | Jerusalem Lions | (26 spett.) |

| 2 gennaio 2016 | Beersheva Black Swarm | 14 – 52 (8-22 0-20 6-0 0-10) | Judean Rebels | (37 spett.) |

#### 7ª giornata
| 7 gennaio 2016 | Ramat HaSharon Hammers | 30 – 28 (0-7 8-14 16-7 6-0) | Haifa Underdogs | (57 spett.) |

| 9 gennaio 2016 | Rehovot Silverbacks | 20 – 48 (0-6 7-22 7-6 6-14) | Tel Aviv Pioneers | (33 spett.) |

#### 8ª giornata
| 14 gennaio 2016 | Judean Rebels | 38 – 6 (0-0 16-0 8-0 14-6) | Ramat HaSharon Hammers | (27 spett.) |

| 15 gennaio 2016 | Petah Tikva Troopers | 22 – 28 (d.t.s.) (8-0 6-14 8-0 0-8 0-6) | Rehovot Silverbacks | (41 spett.) |

| 16 gennaio 2016 | Jerusalem Lions | 40 – 6 (14-0 8-6 12-0 6-0) | Beersheva Black Swarm | (21 spett.) |

#### 9ª giornata
| 22 gennaio 2016 | Tel Aviv Pioneers | 20 – 44 (6-0 14-24 0-14 0-6) | Judean Rebels | (56 spett.) |

| 23 gennaio 2016 | Rehovot Silverbacks | 7 – 50 (0-6 7-16 0-22 0-6) | Jerusalem Lions | (14 spett.) |

#### 10ª giornata
| 28 gennaio 2016 | Judean Rebels | 84 – 0 (22-0 24-0 24-0 14-0) | Petah Tikva Troopers | (21 spett.) |

| 29 gennaio 2016 | Tel Aviv Pioneers | 32 – 20 (16-6 8-14 0-0 8-0) | Ramat HaSharon Hammers | (37 spett.) |

| 30 gennaio 2016 | Beersheva Black Swarm | 6 – 51 (6-13 0-10 0-6 0-22) | Haifa Underdogs |  |

#### 11ª giornata
| 11 febbraio 2016 | Jerusalem Lions | 34 – 36 (0-22 22-6 6-0 6-8) | Tel Aviv Pioneers | (41 spett.) |

| 12 febbraio 2016 | Haifa Underdogs | 27 – 26 (13-6 7-8 0-6 7-6) | Judean Rebels | (45 spett.) |

| 13 febbraio 2016 | Rehovot Silverbacks | 6 – 9 (0-0 3-0 3-0 0-9) | Beersheva Black Swarm | (29 spett.) |

#### 12ª giornata
| 18 febbraio 2016 | Ramat HaSharon Hammers | 14 – 60 (0-16 8-8 6-22 0-14) | Judean Rebels | (36 spett.) |

| 19 febbraio 2016 | Petah Tikva Troopers | 14 – 50 (0-14 0-9 0-6 14-21) | Haifa Underdogs | (39 spett.) |

| 20 febbraio 2016 | Beersheva Black Swarm | 0 – 42 (0-20 0-0 0-16 0-6) | Jerusalem Lions | (21 spett.) |

#### 13ª giornata
| 25 febbraio 2016 | Jerusalem Lions | 38 – 32 (16-8 8-0 14-24 0-0) | Ramat HaSharon Hammers | (31 spett.) |

| 26 febbraio 2016 | Tel Aviv Pioneers | 46 – 0 (8-0 12-0 20-0 6-0) | Haifa Underdogs | (42 spett.) |

| 27 febbraio 2016 | Rehovot Silverbacks | 18 – 19 (6-7 0-0 0-0 12-12) | Petah Tikva Troopers | (22 spett.) |

#### 14ª giornata
| 10 marzo 2016 | Petah Tikva Troopers | 28 – 3 (0-0 16-3 6-0 6-0) | Beersheva Black Swarm | (41 spett.) |

| 11 marzo 2016 | Haifa Underdogs | 34 – 7 (7-0 6-7 14-0 7-0) | Rehovot Silverbacks | (42 spett.) |

| 12 marzo 2016 | Ramat HaSharon Hammers | 16 – 18 (0-6 16-6 0-6 0-0) | Tel Aviv Pioneers | (53 spett.) |

#### 15ª giornata
| 17 marzo 2016 | Ramat HaSharon Hammers | 46 – 17 (16-7 12-10 6-0 12-0) | Rehovot Silverbacks | (26 spett.) |

| 18 marzo 2016 | Haifa Underdogs | 26 – 42 (7-14 7-14 6-14 6-0) | Jerusalem Lions | (46 spett.) |

| 19 marzo 2016 | Judean Rebels | 38 – 16 (0-0 14-8 24-8 0-0) | Tel Aviv Pioneers | (38 spett.) |

### Classifica
La classifica della regular season è la seguente:
- PCT = percentuale di vittorie, G = partite giocate, V = partite vinte,  P = partite perse, PF = punti fatti, PS = punti subiti

| Pos. | Squadra                | PCT  | G  | V | N | P | PF  | PS  |
| ---- | ---------------------- | ---- | -- | - | - | - | --- | --- |
| 1    | Judean Rebels          | .800 | 10 | 8 | 0 | 2 | 464 | 157 |
| 2    | Jerusalem Lions        | .800 | 10 | 8 | 0 | 2 | 410 | 151 |
| 3    | Tel Aviv Pioneers      | .700 | 10 | 7 | 0 | 3 | 376 | 193 |
| 4    | Haifa Underdogs        | .700 | 10 | 7 | 0 | 3 | 300 | 243 |
| 5    | Ramat HaSharon Hammers | .400 | 10 | 4 | 0 | 6 | 306 | 264 |
| 6    | Beersheva Black Swarm  | .300 | 10 | 3 | 0 | 7 | 67  | 389 |
| 7    | Petah Tikva Troopers   | .200 | 10 | 2 | 0 | 8 | 115 | 407 |
| 8    | Rehovot Silverbacks    | .100 | 10 | 1 | 0 | 9 | 109 | 343 |

## Playoff

### Tabellone
|  | Wild Card | Wild Card              | Wild Card         |                   |               | Semifinali    | Semifinali    | Semifinali |  |  | IX Israel Bowl | IX Israel Bowl | IX Israel Bowl |  |
|  |           |                        |                   |                   |               |               |               |            |  |  |                |                |                |  |
|  |           |                        |                   |                   |               | 1             | Judean Rebels | 64         |  |  |                |                |                |  |
|  |           |                        |                   |                   |               | 1             | Judean Rebels | 64         |  |  |                |                |                |  |
|  |           |                        |                   | Haifa Underdogs   | 28            |               |               |            |  |  |                |                |                |  |
|  | 4         | Haifa Underdogs        | 27                | Haifa Underdogs   | 28            |               |               |            |  |  |                |                |                |  |
|  | 4         | Haifa Underdogs        | 27                |                   |               |               |               |            |  |  |                |                |                |  |
|  | 5         | Ramat HaSharon Hammers | 6                 |                   |               |               |               |            |  |  |                |                |                |  |
|  | 5         | Ramat HaSharon Hammers | 6                 |                   | Judean Rebels | Judean Rebels | 32            |            |  |  |                |                |                |  |
|  |           |                        |                   |                   |               |               |               |            |  |  |                |                |                |  |
|  |           |                        | Tel Aviv Pioneers | Tel Aviv Pioneers | 14            |               |               |            |  |  |                |                |                |  |
|  |           |                        |                   | Tel Aviv Pioneers | 14            |               |               |            |  |  |                |                |                |  |
|  |           |                        |                   |                   |               |               |               |            |  |  |                |                |                |  |
|  |           |                        |                   |                   |               |               |               |            |  |  |                |                |                |  |
|  |           | 2                      | Jerusalem Lions   | 12                |               |               |               |            |  |  |                |                |                |  |
|  |           |                        |                   | 12                |               |               |               |            |  |  |                |                |                |  |
|  |           |                        |                   | Tel Aviv Pioneers | 16            |               |               |            |  |  |                |                |                |  |
|  | 3         | Tel Aviv Pioneers      | 66                | Tel Aviv Pioneers | 16            |               |               |            |  |  |                |                |                |  |
|  | 3         | Tel Aviv Pioneers      | 66                |                   |               |               |               |            |  |  |                |                |                |  |
|  | 6         | Beersheva Black Swarm  | 0                 |                   |               |               |               |            |  |  |                |                |                |  |

### Wild card
| 31 marzo 2016 | Haifa Underdogs | 27 – 6 (0-0 7-0 13-0 7-6) | Ramat HaSharon Hammers | (61 spett.) |

| 1º aprile 2016 | Tel Aviv Pioneers | 66 – 0 (16-0 16-0 14-0 22-0) | Beersheva Black Swarm |  |

### Semifinali
| 6 aprile 2016 | Jerusalem Lions | 12 – 16 (6-8 0-0 0-0 6-8) | Tel Aviv Pioneers | (165 spett.) |

| 7 aprile 2016 | Judean Rebels | 64 – 28 (20-7 16-7 14-6 14-8) | Haifa Underdogs | (121 spett.) |

### IX Israel Bowl
| 14 aprile 2016 | Judean Rebels | 32 – 14 (6-14 10-0 0-0 16-0) | Tel Aviv Pioneers | (871 spett.) |

## Verdetti
- Judean Rebels Campioni di Israele 2015-2016 (3º titolo)